# Авакянц, Сергей Петрович
Сергей Петрович Авакянц (25 декабря 1940, Георгиевск, Ставропольский край — 28 октября 2012) — доктор биологических наук (1977), профессор (1978), член-корреспондент ВАСХНИЛ (1990); главный специалист по новым технологиям ОАО «Московский комбинат шампанских вин».

## Биография
В 1962 г., окончив Краснодарский политехнический институт, заведовал производством Егорлыкского винзавода (Ростовская область).
В 1962—1965 гг. учился в аспирантуре Всесоюзного заочного института пищевой промышленности (Москва). В 1967—1968 гг. стажировался в Университете Бордо (Франция) и Институте химии природных соединений (Париж).
В 1965—1996 гг. работал во Всесоюзном заочном институте пищевой промышленности: ассистентом, доцентом (с 1969 г.) кафедры технологии виноделия, заведующим кафедрой технологии пищевых производств (с 1977 г.), заведующим кафедрой технологии продуктов переработки винограда (с 1980 г.). Одновременно являлся старшим научным сотрудником Отраслевой научно-исследовательской лаборатории технологии игристых вин (1965—1972 гг.), деканом факультета пищевых производств (1972—1977 гг.) этого же института. В 1968 г. вступил в КПСС.
Также работал заведующим отделом мембранной технологии фирмы «Падован» (Конельяно, Италия; 1990—1995 гг.), директором ООО «Агропромышленная инженерная компания» (1991—1999), профессором-консультантом ООО «РИСП» (Москва; 1996—2007), генеральным директором фирмы «INVINI srl» (Болонья, Италия; 1997—2004 гг.). С 2007 г. — главный специалист по новым технологиям ОАО «Московский комбинат шампанских вин».
Состоял членом Совета Управления Вьетнамской компании игристых вин (с 1999 г.), Председателем Совета ОАО «Ереванский витаминный завод» (с 1998 г.).

## Научная деятельность
Основные исследования — в области технологии вина, соков и других пищевых продуктов. Разрабатывал и внедрял в производство:
- биохимические, физико-химические и микробиологические методы анализа фруктовых соков и продуктов переработки винограда
- новые марки, технологии и методы производства столовых, игристых и креплёных вин,
- способы переработки винограда и яблок:
  - титановый фильтр для микрофильтрации жидких пищевых напитков,
  - установка для ультрафильтрации соков,
  - обратноосмотическая установка для концентрирования соков,
  - установка для гидродинамического осветления соков,
- технологии и новые марки безалкогольных напитков и фруктовых соков,
- новые виды конфет и кондитерских изделий

и др.
Подготовил 12 кандидатов технических наук.
Состоял членом редколлегии журналов «Известия вузов, Пищевая технология» и «Виноделие и виноградарство СССР». Являлся членом Международного общества по полифенолам (Франция; с 1977), вице-президентом Московской Лиги виноделов.
Автор более 200 научных работ, в том числе 2 монографий, 9 брошюр, 52 авторских свидетельств и патентов СССР и России, 2 патентов Италии.

### Избранные труды
- Биохимические и микробиологические методы исследования дрожжей и вина. — М.: ЦНИИТЭИПИЩЕПРОМ, 1971. — 40 с.
- Биохимические основы технологии шампанского. — М.: Пищевая промышленность, 1980. — 352 с.
- Игристые вина. — М.: Пищевая промышленность, 1986. — 272с.
- Новая линия мембранных процессов осветления и концентрирования фруктовых соков // Хранение и переработка сельскохозяйственной продукции. — 1996. — № 2.
- Новые безалкогольные продукты из винограда. — М.: Пищевая промышленность, 1987. — 32 с. — Серия 15.
- Новые методы биохимических исследований вина. — М.: ЦИНТИПИЩЕПРОМ, 1968. — 70 с.
- Новые способы и современное оборудование для фильтрования виноматериалов с применением вспомогательных веществ. — М.: ВНИИТЭИАГРОПРОМ, 1990. — 28 с.
- Новые способы производства полусухих и полусладких вин. — М.: ЦНИИТЭИПИЩЕПРОМ, 1981. — 40 с.
- О ферментативных превращениях в шампанском с участием фруктофуранозидазы // Докл. Академии наук СССР. — 1965. — Т. 165, № 1.
- Теория процесса созревания вин // Виноград и вино России. — 1984. — № 3.
- Технология и оборудование для пищевой и биотехнологической промышленности. — М.: ВЗИПП, 1995. — 38 с.
- Ферменты вина. — М.: ЦНИИТЭИПИЩЕПРОМ, 1972. — 40 с.
- Электронно-микроскопическое изучение автолиза винных дрожжей // Виноделие и виноградарство СССР. — 1982. — № 2.
- Etude des composants de l`arome des vins mousseux // Connaissance de la vigne et du vin. — 1969. — T. 3, № 1.
- Facteurs biochimiques de l`elaboration des vins mousseux // Traite du 3-me Symposium International d`oenologie. — Bordeaux, 1978.

## Награды и признание
- медаль «Ветеран труда» (1990)
- нагрудный значок «За отличные успехи в работе» Министерства высшего и среднего специального образования СССР
- медали ВДНХ СССР
- академик Итальянской академии винограда и вина (Сиена, с 1980)
- премия Международной организации винограда и вина (Париж, 1985).